# Педро Оба
Педро Оба Асу Мбенгоно або просто Педро Оба (ісп. Pedro Oba Asu Mbengono / Pedro Oba; нар. 18 травня 2000, Монгомо, Екваторіальна Гвінея) — гвінейський футболіст, нападник клубу «Футуро Кінґс» та національної збірної Екваторіальної Гвінеї.

## Клубна кар'єра
Футбольну кар'єру розпочав у «Футуро Кінґс», кольори якого захищав до 2018 року. З 2018 по 2019 рік виступав за іншу команду з Екваторіальної Гвінеї, «Депортіво» (Нефанг). З 2019 року знову захищає кольори «Футуро Кінґс», у футболці якого провів 4 поєдинки Кубку конфедерації КАФ.

## Кар'єра в збірній
У футболці національної збірної Екваторіальної Гвінеї дебютував 3 вересня 2017 року в програному (0:1) товариському матчі проти Беніну.
У грудні 2021 року отримав виклик до національної команди для участі в кубку африканських націй 2021 року.

## Статистика виступів у збірній

### По роках
Станом на 23 січня 2018
| Екваторіальна Гвінея | Екваторіальна Гвінея | Екваторіальна Гвінея |
| Рік                  | Матчі                | Голи                 |
| -------------------- | -------------------- | -------------------- |
| 2017                 | 1                    | 0                    |
| 2018                 | 2                    | 0                    |
| Загалом              | 3                    | 0                    |

### По матчах
| Дата       | Місто        | Господарі            | Результат | Гості                | Турнір                                  | Голи | Примітки |
| ---------- | ------------ | -------------------- | --------- | -------------------- | --------------------------------------- | ---- | -------- |
| 3-9-2017   | Малабо       | Екваторіальна Гвінея | 1 – 2     | Бенін                | товариський матч                        | 1    |          |
| 9-10-2017  | Бата         | Екваторіальна Гвінея | 3 – 1     | Маврикій             | товариський матч                        | -    |          |
| 15-1-2018  | Танжер       | Лівія                | 3 – 0     | Екваторіальна Гвінея | ЧАН 2018                                | -    | 85'      |
| 19-1-2018  | Танжер       | Руанда               | 1 – 0     | Екваторіальна Гвінея | ЧАН 2018                                | -    |          |
| 28-1-2018  | Мачакос      | Кенія                | 1 – 0     | Екваторіальна Гвінея | товариський матч                        | -    | 72'      |
| 28-7-2019  | Нджамена     | Чад                  | 3 – 3     | Екваторіальна Гвінея | квал. ЧАН 2020                          | 1    |          |
| 4-8-2019   | Малабо       | Екваторіальна Гвінея | 2 – 1     | Чад                  | квал. ЧАН 2020                          | -    |          |
| 8-9-2019   | Малабо       | Екваторіальна Гвінея | 1 – 0     | Південний Судан      | Відбір до ЧС 2022                       | -    | 92'      |
| 22-9-2019  | Малано       | Екваторіальна Гвінея | 2 – 2     | Республіка Конго     | квал. ЧАН 2020                          | 2    |          |
| 15-11-2019 | Дар-ес-Салам | Танзанія             | 2 – 1     | Екваторіальна Гвінея | Відбір до Кубка африканських націй 2021 | -    | 71'      |
| 19-11-2019 | Малабо       | Екваторіальна Гвінея | 0 – 1     | Туніс                | Відбір до Кубка африканських націй 2021 | -    | 93'      |
| Усього     |              | Матчів               | 11        |                      | Голів                                   | 4    |          |

### Забиті м'ячі
Рахунок та результат збірної Екваторіальної Гвінеї в таблиці вказано на першому місці.
| №  | Дата              | Стадіон                                         | Суперник         | Рахунок | Результат | Змагання                                        |
| -- | ----------------- | ----------------------------------------------- | ---------------- | ------- | --------- | ----------------------------------------------- |
| 1. | 3 вересня 2017    | Естадіо де Малабо, Малабо, Екваторіальна Гвінея | Бенін            | 1–2     | 1–2       | Товариський матч                                |
| 2. | 28 липня 2019     | Національний стадіон, Нджамена, Чад             | Чад              | 2–2     | 3–3       | кваліфікація Чемпіонату африканських націй 2020 |
| 3. | 22 September 2019 | Естадіо де Малабо, Малабо, Екваторіальна Гвінея | Республіка Конго | 1–0     | 2–2       | кваліфікація Чемпіонату африканських націй 2020 |
| 4. | 22 September 2019 | Естадіо де Малабо, Малабо, Екваторіальна Гвінея | Республіка Конго | 2–0     | 2–2       | кваліфікація Чемпіонату африканських націй 2020 |